# Nguyệt Hóa
Nguyệt Hóa là một phường thuộc tỉnh Vĩnh Long, Việt Nam.

## Địa lý
Phường Nguyệt Hóa có vị trí địa lý:
- Phía đông giáp phường Trà Vinh.
- Phía tây giáp xã Bình Phú.
- Phía bắc giáp phường Long Đức.
- Phía nam giáp xã Song Lộc.

Phường Nguyệt Hóa có diện tích 21,14 km², dân số năm 2025 là 37.066 người, mật độ dân số đạt 1.753 người/km².

## Hành chính
Xã Nguyệt Hóa được chia thành 6 ấp: Bến Có, Cổ Tháp A, Cổ Tháp B, Sóc Thát, Trà Đét, Xóm Trảng.

## Lịch sử
Sau năm 1975, Nguyệt Hóa là một xã thuộc huyện Châu Thành Đông.
Ngày 11 tháng 3 năm 1977, Hội đồng Chính phủ ban hành Quyết định 59-CP về việc giải thể huyện Châu Thành Đông sáp nhập xã Nguyệt Hóa của huyện Châu Thành Đông vào huyện Càn Long.
Ngày 29 tháng 9 năm 1981, Hội đồng Bộ trưởng ban hành Quyết định 98-HĐBT về việc thành lập huyện Châu Thành thuộc tỉnh Cửu Long trên cơ sở tách xã Nguyệt Hóa tách từ huyện Càng Long.
Ngày 18 tháng 7 năm 2002, Chính phủ ban hành Nghị định 70/2002/NĐ-CP về việc thành lập phường 8 thuộc thị xã Trà Vinh trên cơ sở điều chỉnh 187,13 ha diện tích tự nhiên và 4.839 nhân khẩu của xã Nguyệt Hoá.
Sau khi điều chỉnh địa giới hành chính, xã Nguyệt Hoá còn lại 1.194,17 ha diện tích tự nhiên và 6.278 nhân khẩu.
Ngày 16 tháng 6 năm 2025, Ủy ban Thường vụ Quốc hội ban hành Nghị quyết số 1687/NQ-UBTVQH15 về việc sắp xếp các đơn vị hành chính cấp xã của tỉnh Vĩnh Long năm 2025. Theo đó, sắp xếp toàn bộ diện tích tự nhiên, quy mô dân số của Phường 7, Phường 8 và xã Nguyệt Hóa thành phường mới có tên gọi là phường Nguyệt Hóa.
Sau khi sáp nhập, phường Nguyệt Hóa có 21,14 km² diện tích tự nhiên và dân số 37.066 người.